# Tenuta Baron Longo

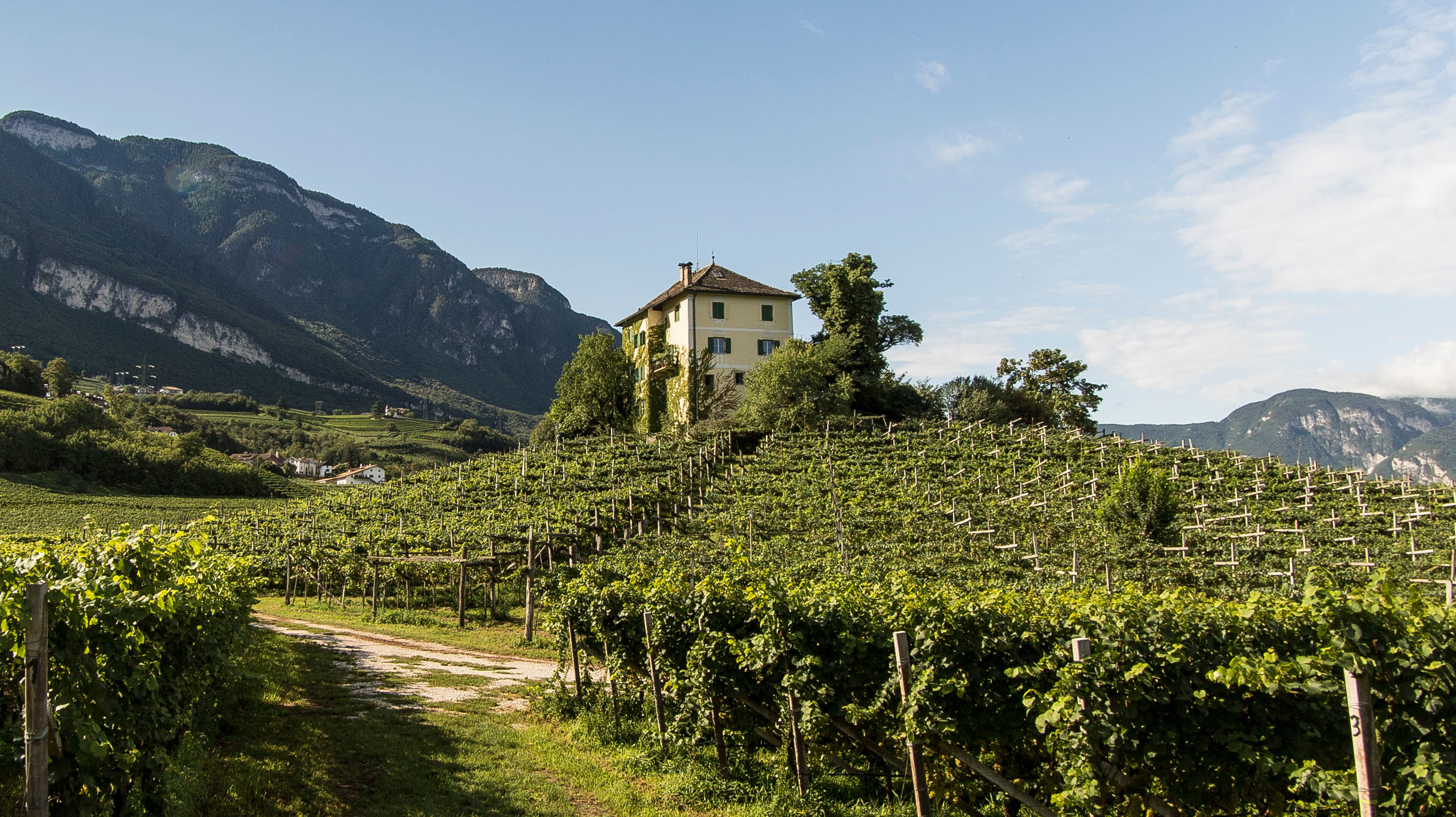
Tenuta Baron Longo, il castello di Villa

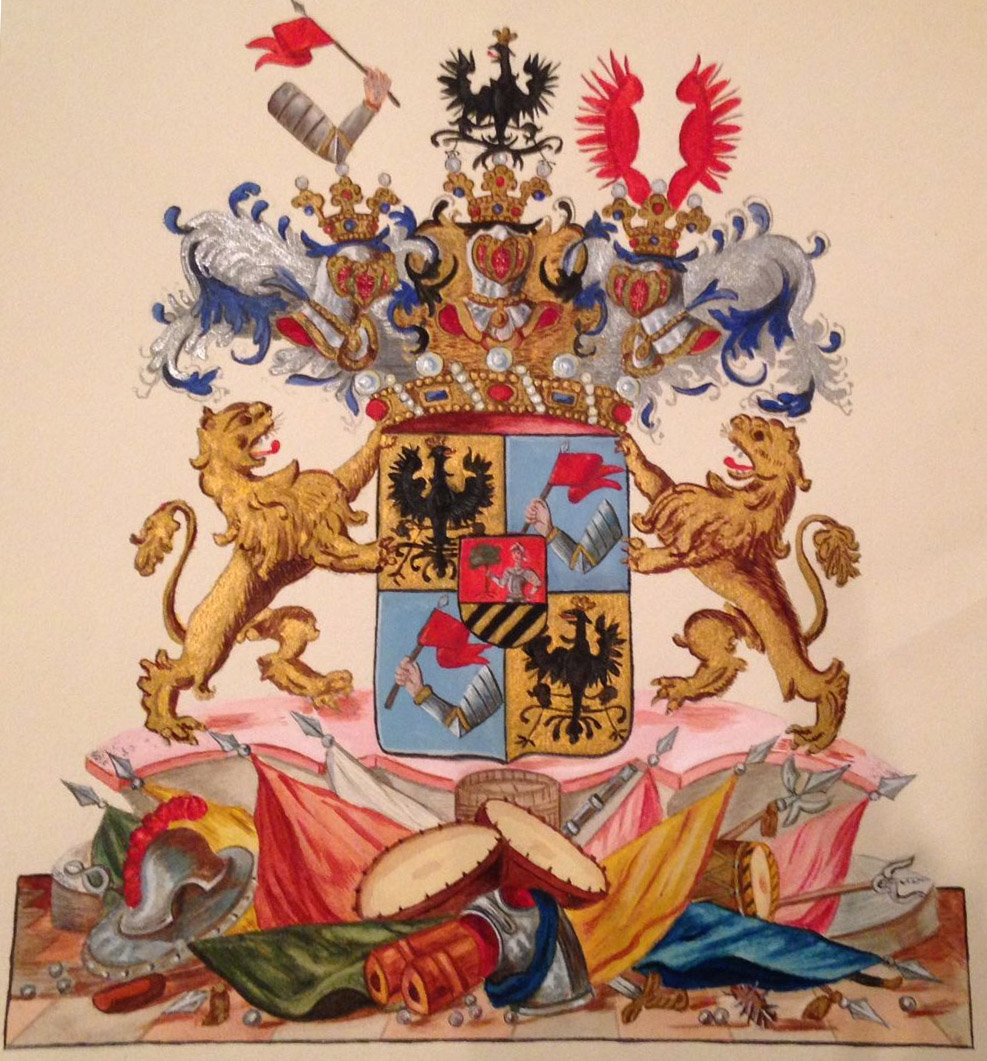
Stemma Longo-Liebenstein

La tenuta Vinicola Baron Longo di Egna sull'Adige è un'azienda vinicola della zona di produzione di vini della Bassa Atesina in Alto Adige. La cantina è gestita dal giovane Anton von Longo-Liebenstein, appartenente all'ultima generazione.

## Posizione e sede del vigneto

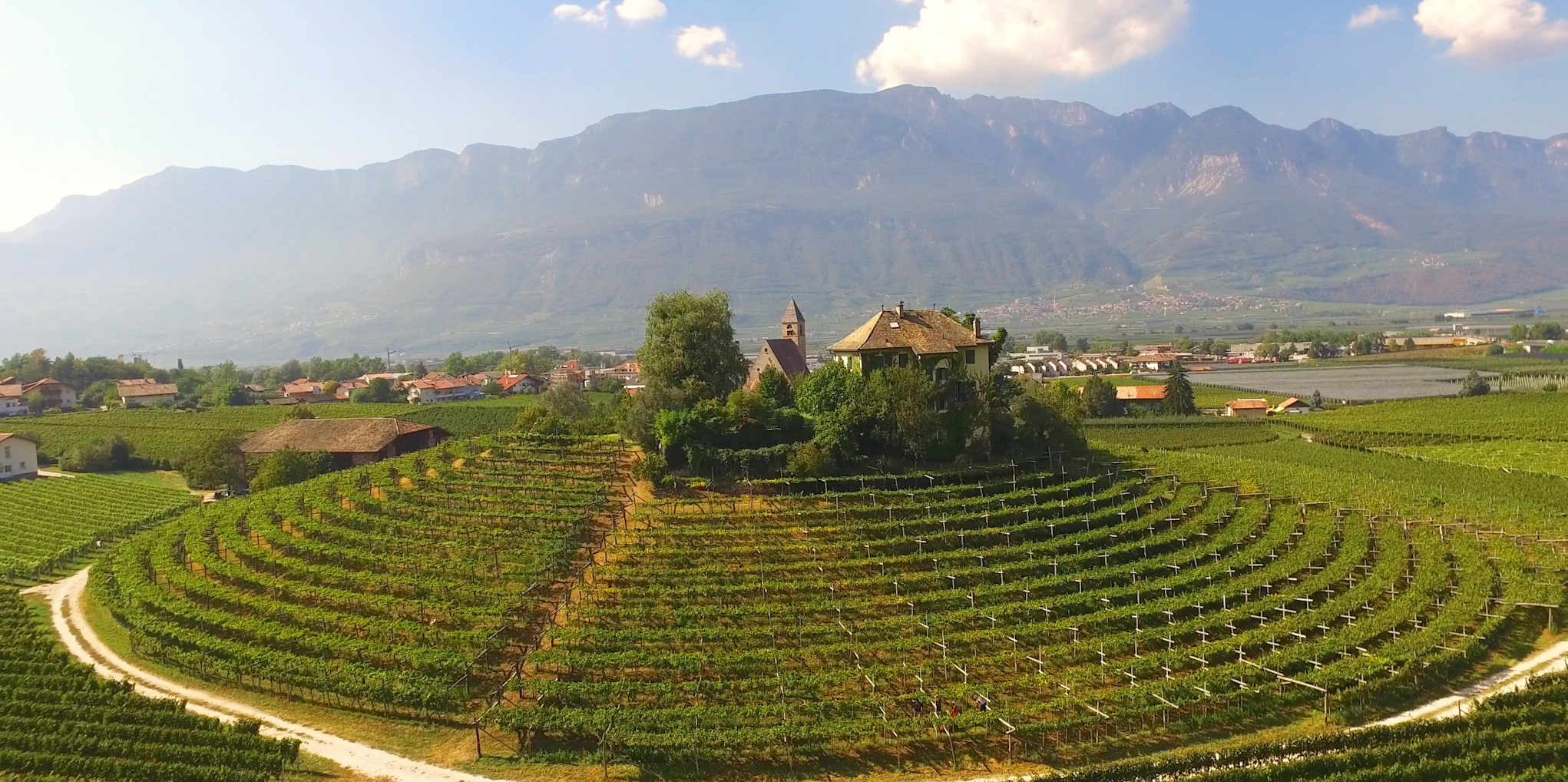
Tenuta Baron Longo

La tenuta Vinicola Baron Longo si estende da Villa, una frazione di Egna a est dell’Adige, a Montagna fino al centro di Egna. Una parte considerevole di Egna è situata ai piedi dell’antico ghiacciaio. Il complesso terreno della regione è costituito da porfido e calcare. Il castello di Villa, situato nella località omonima, e il Palais Longo a Egna, risalente al XVIII secolo, sono i due elementi fondamentali della proprietà. Entrambi gli edifici sono sotto tutela dei beni culturali dal 1949.

### Il castello di Villa
Il castello di Villa si erge su un terreno coltivato a viti a forma conica nella località di Villa, una frazione di Egna. Intorno all’edificio a tre piani si trova una vigna disposta in cerchi concentrici, le cui viti si estendono fino ai piedi del vigneto e oltre. Negli ultimi anni il castello di Villa ha riscosso particolare interesse a livello internazionale, in quanto soggetto utilizzato per la promozione del vino altoatesino.

### Palais Longo

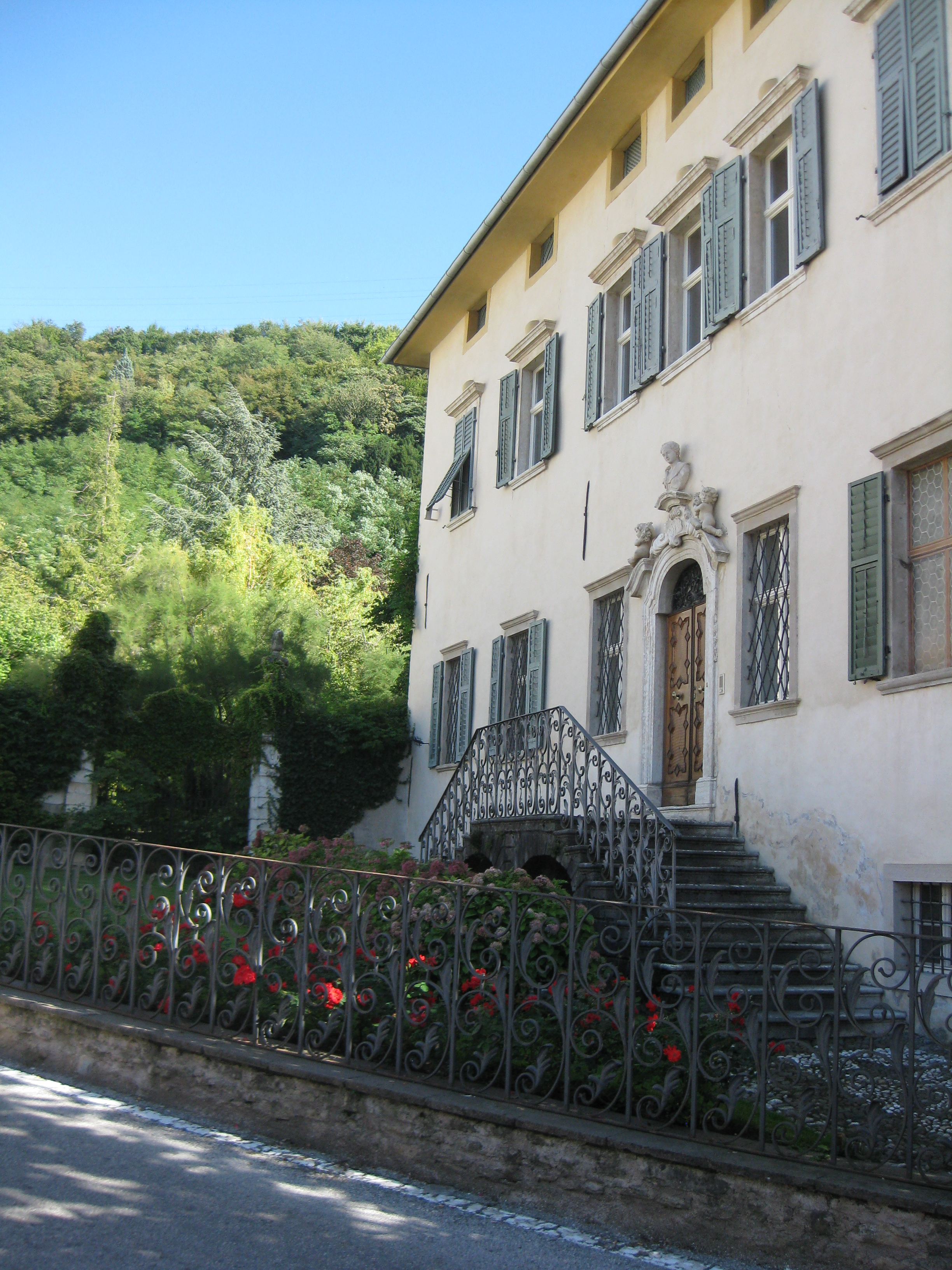
Tenuta Baron Longo, Palais Longo

Nel Palais Longo si trova la cantina della tenuta Vinicola Baron Longo. Alcune parti della cantina storica si sono conservate fino a oggi, ma la maggior parte è stata ricostruita nel 2015. La casa padronale Palais Longo, il cui stato attuale risale al secondo quarto del XVIII secolo, è situata un po’ fuori dal centro del paese di Egna sull’Adige. L’edificio, sotto tutela culturale, è da quasi 250 anni proprietà dalla famiglia del Barone Longo e mantiene ancora oggi lo stile nobiliare dell’Ancien Regime. La facciata del Palais Longo si caratterizza per la sua semplicità e regolarità. Salendo una scalinata a due rampe si giunge a un portale barocco con una pronunciata cornice in pietra, decorata con due putti e un busto femminile.
All’interno si trovano decorazioni in stucco, tappezzerie dipinte e affreschi sul soffitto che riproducono alcuni episodi dell’Antico Testamento, scene di caccia e immagini dalla mitologia greca. Più in basso si può ammirare una raffigurazione del rapimento di Orizia da parte di Borea. Inoltre vi sono altorilievi in stucco di Franz Hannibal Bittner e affreschi di Giacomo Antonio Delai. Sul soffitto del salone delle feste si trovano in totale undici affreschi, dei quali il più grande mostra la Gigantomachia. Nel suo complesso, questa sala rappresenta un'importante testimonianza del rococò della Bassa Atesina.
Al palazzo è annesso inoltre un parco di grandi dimensioni, che si estende dal Palais Longo fino al bosco sul confine del paese di Egna.

## La storia
Il nome del vigneto si deve a Johannes Dominikus Longo, che nel 1656 ricevette il titolo nobiliare dal principe del Tirolo Ferdinand Karl. Intorno al 1770, la famiglia Baron Longo acquistò i primi terreni dell'attuale vigneto, oltre al castello di Villa e al Palais Longo a Egna.

### Il XIX secolo

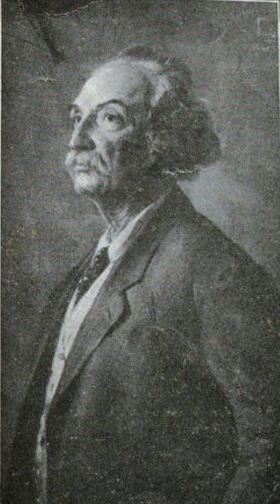
Dr. Anton Barone di Longo-Liebenstein (1853-1925)

All'inizio del XIX secolo la tenuta di Egna, insieme alle città di Innsbruck e Klagenfurt era una delle tre dimore abituali della famiglia. Nel 1849 il Barone Felix di Longo-Liebenstein (1803-1881) assunse il controllo del vigneto altoatesino. Il giurista era inoltre presidente del Consiglio Regionale della Carinzia e del tribunale regionale di Klagenfurt.
Suo figlio, il Dr. Anton Barone di Longo-Liebenstein (1853-1925), che conseguì il dottorato di ricerca a Klagenfurt, nel 1890 circa trasferì la sua residenza da Klagenfurt all’Alto Adige e qui prese in mano la gestione del vigneto. Oltre a svolgere l’attività agricola era anche consigliere comunale di Egna, oltre che deputato nel Consiglio Regionale del Tirolo.
Con l’inaugurazione delle ferrovie del Brennero nel 1867 e della Val Pusteria nel 1871, fu possibile iniziare a trasportare maggiori quantità di vino dall’Alto Adige nelle zone più lontane. Durante quest’epoca pionieristica del commercio del vino altoatesino, nella quale il vino dell’Alto Adige conquistò sempre maggiore notorietà al di fuori dei confini regionali, a partire dal 1880 il barone Anton di Longo-Liebenstein avviò a Klagenfurt una vendita ambulante di vino in botti e bottiglie. Con l'aumento delle vendite, egli riuscì infine ad aprire una mescita di vino, che restò in funzione dal 1900 circa fino agli anni Sessanta ed era conosciuta con il nome di “Longo’s Eigenbau Weinstube” o “Longo’s Tiroler Eigenbau Weinstube”

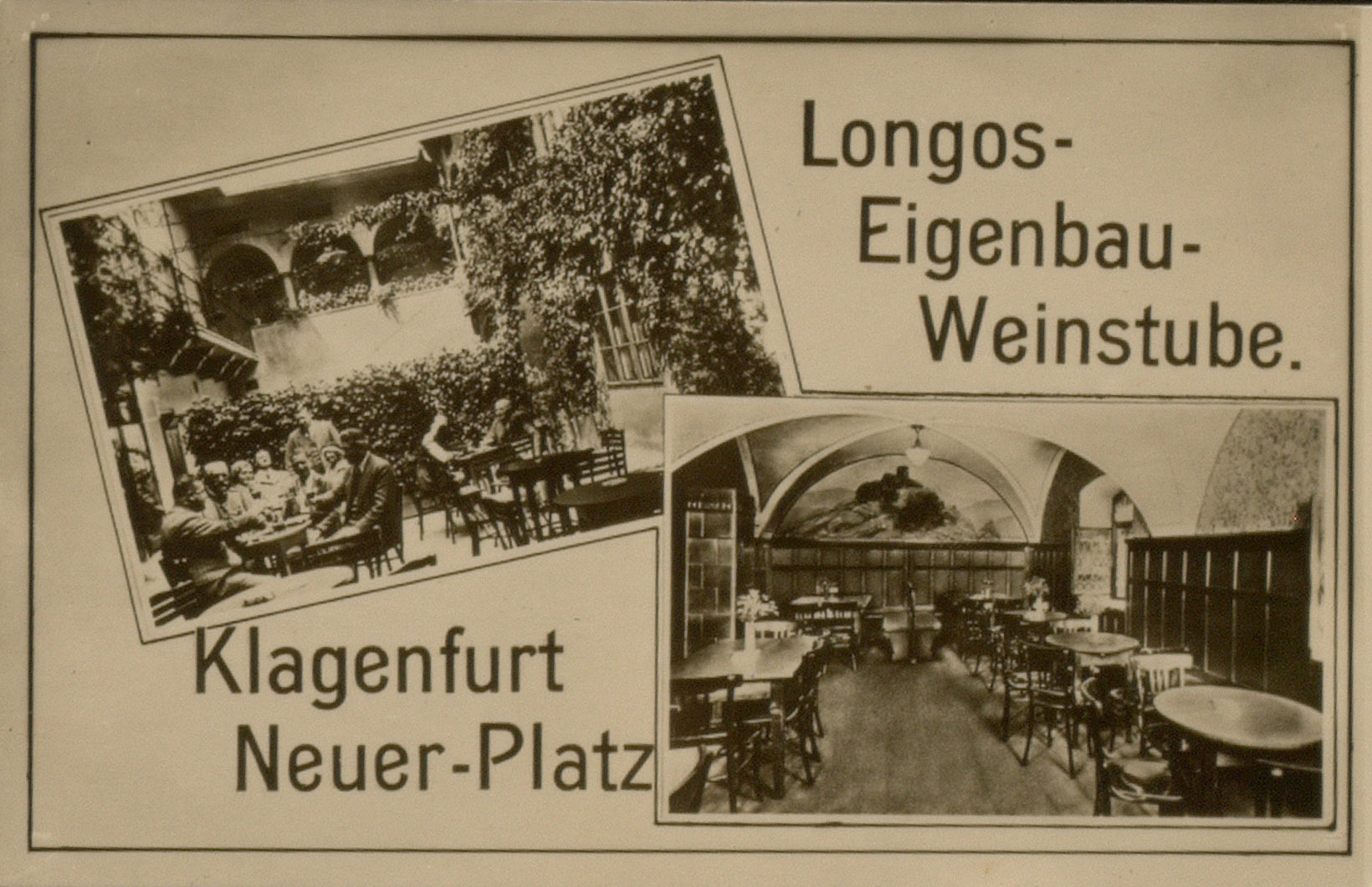
Longo's Eigenbau Weinstube Klagenfurt

Principalmente venivano venduti vini monovarietali della produzione del Barone Longo di Egna. Particolarmente amati erano il Riesling Italico, il Negrara Trentina, il Teroldego, la Rossara Trentina, il Fragolino Rosso, lo Schiava bianca e il Pinot nero. Inoltre nell'osteria era possibile acquistare anche le uve Longo. Ancora oggi i locali del “Longo’s Eigenbau Weinstube” conservano gli antichi soffitti a volta e il cortile interno a chiosco. Inoltre nell’edificio storico si trova oggi il ristorante “Hofbräu zum Lindwurm”.

### Il XX secolo

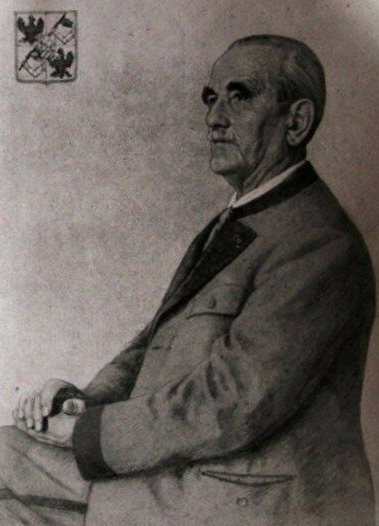
Felix Barone di Longo-Liebenstein (1888-1961)

Alla fine della prima guerra mondiale, il controllo dell’Alto Adige passò al Regno d’Italia. Nell’ottobre 1922 il Re d’Italia Vittorio Emanuele III cedette il governo ai fascisti italiani di Benito Mussolini. Un anno più tardi Anton Freiherr von Longo-Liebenstein e suo figlio Felix (1888-1961) dovettero lasciare Egna per decreto di espulsione e si trasferirono a Klagenfurt. Felix von Longo-Liebenstein nel 1928 divenne sindaco[3] del comune di Krumpendorf am Wörthersee. Esercitò la carica fino al 1932.
Soltanto nel settembre 1932 la famiglia poté tornare in Alto Adige alla tenuta Vinicola Baron Longo. Le generazioni seguenti consegnarono la maggior parte del raccolto alle vicine cantine sociali dei produttori. I vini tradizionali Baron Longo furono prodotti esclusivamente per il fabbisogno personale, dagli anni Cinquanta fino al 2015.

## La tenuta vinicola oggi
Nel 2015 Anton von Longo-Liebenstein rilevò il vigneto da suo padre Felix. Allo stesso tempo la cantina di Palais Longo fu ristrutturata secondo gli standard attuali, permettendo inoltre l'ampliamento della produzione di vino. Oggi la tenuta Vinicola Baron Longo dispone di oltre 15 ettari di superficie coltivabile e utilizza esclusivamente uve di propria coltivazione.
Anton von Longo-Liebenstein è membro dell’Associazione dei Liberi Vignaioli dell’Alto Adige e della Federazione Italiana Vignaioli Indipendenti (FIVI).

## La produzione del vino
Dal XVIII secolo, la purezza varietale della tenuta Vinicola Baron Longo è uno dei criteri di qualità che ne distinguono la produzione. Di pari importanza sono anche, in parte, l’età delle viti, la cura intensiva alla quale sono sottoposte durante tutto il ciclo annuale e il severo controllo delle uve durante la vendemmia. Il metodo di coltivazione si basa su principi tradizionali e convenzionali e viene combinato con principi biologici.
La fermentazione avviene in tinozze di legno aperte e cisterne in acciaio inox. I vini sono poi trasferiti in Barrique e botti Tonneau, ciascuno con una capienza che va da 225 a 500 litri, realizzati in legno di rovere francese a pori fini.

## Assortimento di vino
- DOP Alto Adige Borgogna bianco
- DOP Alto Adige Gewürztraminer
- DOP Alto Adige Chardonnay
- DOP Alto Adige Pinot Grigio
- DOP Alto Adige Lagrein Riserva
- DOP Alto Adige Merlot Riserva
- DOP Alto Adige Cabernet Sauvignon Riserva

## Premi
- 2017: Silver Medal Decanter Asia Wine Awards
- 2017: Tenuta Baron Longo presso Falstaff Weinguide
- 2017: Internationaler PIWI Weinpreis 2017 - Großes Gold: Baron Longo Solaris